# Habranthus teretifolius
Habranthus teretifolius là một loài thực vật có hoa trong họ Amaryllidaceae. Loài này được (C.H.Wright) Traub & Moldenke mô tả khoa học đầu tiên năm 1949.